# Estació de Túria
L'estació de Túria és una estació subterrània de ferrocarril localitzada al barri de Campanar (al districte homònim) de València i que forma part de les línies 1 i 2 de l'operador Metrovalència. L'estació pertany a la zona tarifària A de Ferrocarrils de la Generalitat Valenciana (FGV) i l'Autoritat de Transport Metropolità de València (ATMV). L'adreça oficial de l'estació és l'avinguda de Pius XII, número 5.

## Història

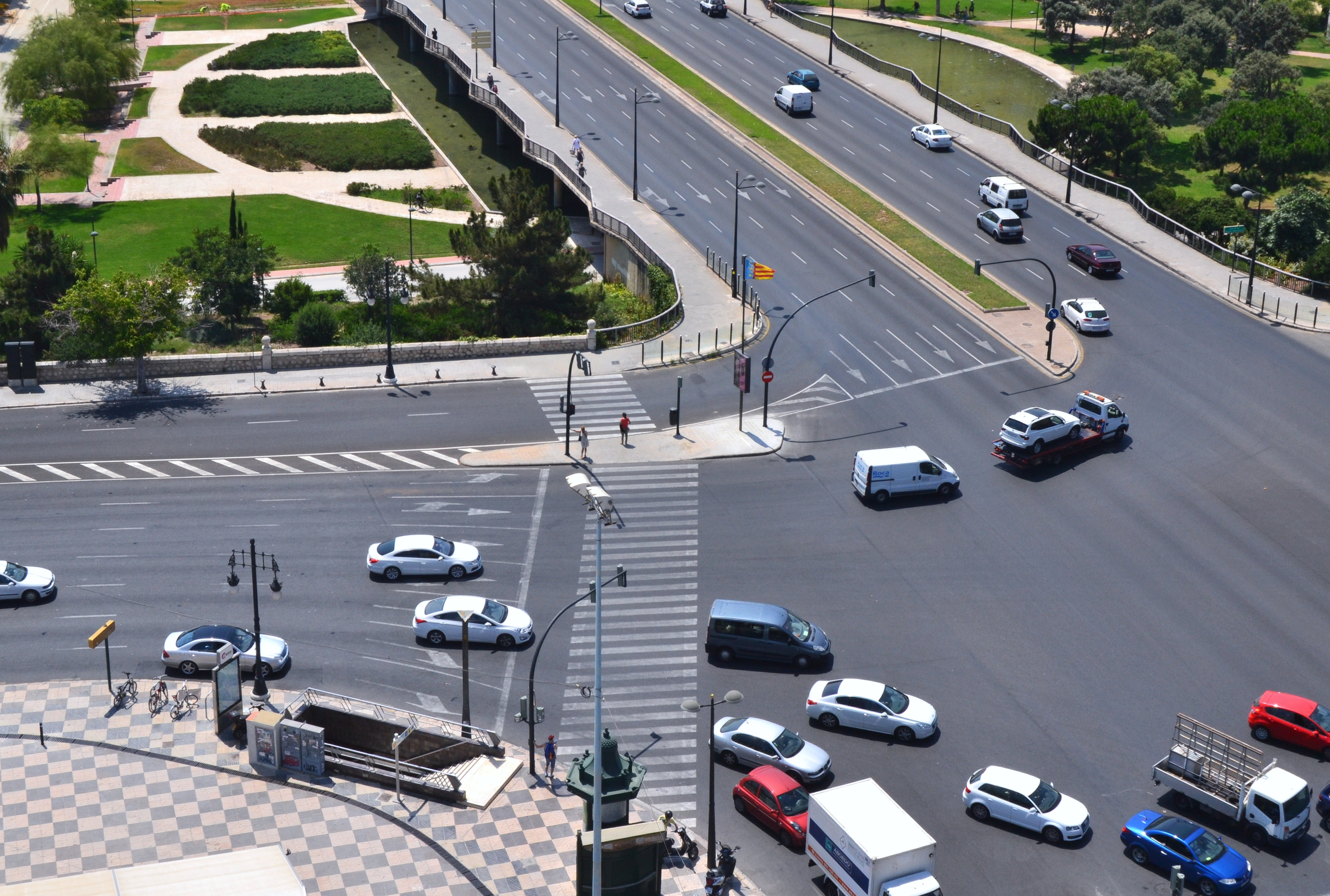
Un dels accessos a l'estació

Una de les primeres estacions fetes per Ferrocarrils de la Generalitat Valenciana (FGV), l'estació es va inaugurar el 8 d'octubre de 1988, juntament amb la resta d'estacions subterrànies de les línies 1 i 2, les quals formaven el tram que havia d'unir les antigues línies de FEVE del nord (Bétera/Llíria) amb la sud (Villanueva de Castellón). A la solemne inauguració de l'estació i la línia assistiren Ricard Pérez Casado, alcalde de València; Joan Lerma, president de la Generalitat Valenciana i José Barrionuevo, ministre de transports; entre d'altres autoritats. L'any 1998, el tram fins a Llíria tornà a considerar-se un ramal de la línia 1. Des de 2015, la línia que va fins a Llíria i passa per l'estació ha tornat a dir-se línia 2, triant aquesta vegada el color rosa, ja que l'antic color verd estava sent utilitzat per la línia 5. Es tracta de l'única estació de tota la xarxa d'FGV que té construït un accés directe a un centre comercial privat, Nuevo Centro.

## Distribució

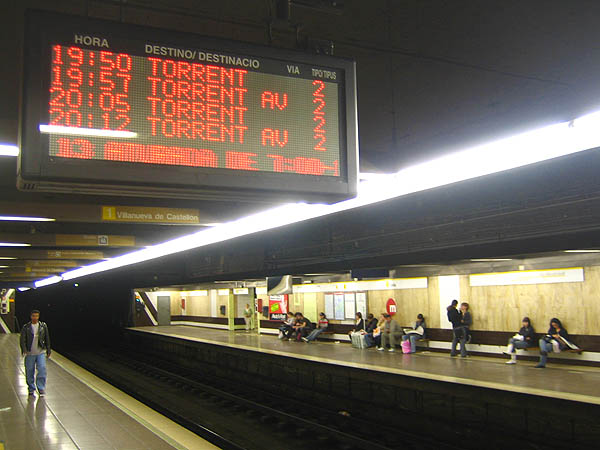
Andanes i vies de l'estació

L'estació, subterrània i de dimensions reduïdes, es troba estructurada en dos nivells: el superior, on s'hi troben els accessos a les vies i les finestretes de venda de bitllets i l'inferior, on hi han dues vies paral·leles amb dues andanes, una a cada banda. Les instal·lacions disposen d'ascensors i escales mecàniques. Les andanes no compten amb mampares de seguretat. L'estació es troba adaptada per a sords, inividents i discapacitats físics.
És l'estació de metro més propera a l'estació central d'Autobusos de València í té una entrada directa des del centre comercial Nuevo Centro, una al cantó de l'Avinguda de Ferran el Catòlic i el passeig de la Petxina (al barri del Botànic) i una a l'Avinguda de Menéndez Pidal.

### Línies
| Procedència/Destinació | <        | Línia | >             | Procedència/Destinació |
| ---------------------- | -------- | ----- | ------------- | ---------------------- |
| Bétera                 | Campanar |       | Àngel Guimerà | Castelló               |
| Llíria                 | Campanar | ...   | Àngel Guimerà | Torrent Avinguda       |